# Lavigny (Jura)
Lavigny é uma comuna francesa na região administrativa de Borgonha-Franco-Condado, no departamento de Jura. Estende-se por uma área de 5,38 km². Em 2010 a comuna tinha 387 habitantes (densidade: 71,9 hab./km²).